# Nicolaus Lithelius
Nicolaus Lithelius, född 1655 i Fivelstads socken, död 22 maj 1706 i Hagebyhöga socken, Östergötlands län, han var en svensk kyrkoherde i Hagebyhöga församling.

## Biografi
Nicolaus Lithelius föddes 1655 i Fivelstads socken. Han var son till kyrkoherden Jonas Lithelius och Elsa Gelsenius i Stens socken. Lithelius studerade vid gymnasiet och blev kollega i Vadstena. Han prästvigdes 13 april 1682 och blev 1698 kyrkoherde i Hagebyhöga församling, Hagebyhöga pastorat. Lithelius avled 22 maj 1706 i Hagebyhöga socken och begravdes av biskop Haquin Spegel i Fivelstads kyrkas kor. Gravsten har senare flyttats till vapenhuset i kyrkan.

### Familj
Lithelius gifte sig 2 juni 1682 med Maria Olofsdotter. Hon var syster till Anna Olofsdotter som var gift med komministern Johannes Motzenius i Motala socken. Lithelius och Olofsdotter fick tillsammans barnen Jonas, Margareta, Petrus, Catharina Maria (född 1684), Johan och Elisabeth.